# 沙里頓 (密蘇里州)
沙里頓（英語：Chariton）是位於美國密蘇里州帕特南縣的非建制地區。

## 地理
沙里頓所處的海拔為高於海平面304米（即997英呎），而該地所採用的時區為UTC-6，即北美中部時區（CST）。同時該地設有夏令時間，為UTC-6調快一小時，即UTC-5（CDT）。